# Cinzia Corrado
Cinzia Corrado (* 25. Januar 1965 in Supersano, Provinz Lecce) ist eine italienische Popsängerin.

## Karriere
Corrado trat erstmals 1983 in Erscheinung, als sie Finalistin beim Musikfestival von Castrocaro wurde. Sie unterschrieb einen Plattenvertrag mit dem Label C&M aus Bari und nahm 1984 am Wettbewerb Un disco per l’estate teil. Außerdem war sie an der Veranstaltung Cantapuglia von Pippo Baudo beteiligt. Beim Sanremo-Festival 1985, moderiert von Pippo Baudo, ging sie sodann in der Newcomer-Kategorie ins Rennen und konnte mit dem Lied Niente di più knapp den ersten Platz erreichen. 1986 veröffentlichte sie ihr Debütalbum Col fiato a metà.
Nach dem Sanremo-Erfolg verschwand die Sängerin allerdings bald wieder von der Bildfläche. Schuld daran waren möglicherweise einige Nacktfotos, die das Klatschblatt Novella 2000 veröffentlicht hatte. Corrado beschränkte ihre Aktivitäten fortan nur noch auf den Salento. 1993 veröffentlichte sie wieder eine Single, Regina. Erst 2009 kehrte sie einmalig ins Fernsehen zurück, als sie in der Show I migliori anni von Carlo Conti wieder mit ihrem Sanremo-Siegerlied von 1985 auftrat.

## Diskografie
Alben
- Col fiato a metà (C&M, PNLP0126; 1986)

Singles
- E sorridi / Sammy (C&M, ZBCM-7377; 1984)
- Niente di più / Tu e il mare (C&M, PN-0117; 1985)
- Regina / Salutami la luna (Nibbio, NBB 004; 1993)

## Belege
1. 1 2  Maria Luisa: Cinzia Corrado. In: Sanremostory.it. 27. Dezember 2010, ehemals im Original (nicht mehr online verfügbar); abgerufen am 15. Juli 2019 (italienisch). (Seite nicht mehr abrufbar. Suche in Webarchiven)
2. ↑  Pasquale Caputi: Cinzia Corrado. In: Terra di Basilicata. 5. Februar 2016, ehemals im Original (nicht mehr online verfügbar); abgerufen am 15. Juli 2019 (italienisch). (Seite nicht mehr abrufbar. Suche in Webarchiven)
3. ↑  Arianna Ascione: Se vincere Sanremo Giovani non basta: dai Future a Jenny B, 10 che sono spariti – Cinzia Corrado. 19. Dezember 2018, abgerufen am 15. Juli 2019 (italienisch).

| Personendaten    | Personendaten            |
| ---------------- | ------------------------ |
| NAME             | Corrado, Cinzia          |
| KURZBESCHREIBUNG | italienische Popsängerin |
| GEBURTSDATUM     | 25. Januar 1965          |
| GEBURTSORT       | Supersano, Provinz Lecce |